# Percnarcha rhodosoma
Percnarcha rhodosoma är en fjärilsart som beskrevs av Edward Meyrick 1915. Percnarcha rhodosoma ingår i släktet Percnarcha och familjen signalmalar. Inga underarter finns listade i Catalogue of Life.